# Gesaia elegans
Gesaia elegans är en ringmaskart som först beskrevs av Fauvel 1911.  Gesaia elegans ingår i släktet Gesaia och familjen Sabellariidae. Inga underarter finns listade i Catalogue of Life.